# Cișmeaua Roșie
Cișmeaua Roșie este numele unei fântâni și al unei mahalale care se găsea în secolul XIX pe Podul Mogoșoaiei (azi Calea Victoriei) din București. 
În acest loc, la întretăierea căii Victoriei cu strada Fântânei (azi strada general Berthelot), a fost fondat primul teatru bucureștean de către domnița Ralu, fiica domnului Ioan Gheorghe Caradja, unde au dat spectacole în limba greacă tineri eteriști, în frunte cu Costache Aristia. Pe această primă scenă de la Cișmeaua Roșie, publicul românesc a văzut pentru întâia dată Hoții de Schiller, Faust de Goethe, Emilia Galotti de Lessing. 